# Chorągiew Białostocka ZHP
ZHP Chorągiew Białostocka im. hm. Ryszarda Kaczorowskiego – jednostka terenowa Związku Harcerstwa Polskiego.
Działa na terenie województwa podlaskiego. Siedzibą władz Chorągwi jest Białystok.

## Początki działalności harcerskiej na Podlasiu
Pierwsza drużyna skautowa na Białostocczyźnie powstała w 1912 z inicjatywy Janusza Gąseckiego, ucznia klasy siódmej szkoły handlowej. Drużyna liczyła ok. 50 członków i przyjęła imię księcia Józefa Poniatowskiego. W momencie wybuchu I wojny światowej drużyna przeszła do konspiracji. Pierwszą drużynę żeńską założono 18 grudnia 1915. Drużynową została Pelagia Srzedzińska, uczennica klasy piątej. Drużyna żeńska przyjęła imię Tadeusza Kościuszki. 21 lutego 1916 roku skauci i skautki obu drużyn złożyli przyrzeczenie na własne sztandary. 19 czerwca 1917 na posiedzeniu Rady Pedagogicznej zdecydowano o utworzeniu Komendy Skautowej. Była to pierwsza Komenda, która opiekowała się harcerzami i harcerkami w Białymstoku, jej imienny skład ujawniono 28 stycznia 1918. Komendantem został Józef Zmitrowicz.

## Harcerstwo białostockie w okresie międzywojennym
Po wyzwoleniu w 1919 pierwsze drużyny zaczęły funkcjonować w Bielsku Podlaskim. W październiku utworzono hufiec Białystok z komendantem ks. Stanisławem Marcinkowskim. Działało wtedy 7 drużyn, które skupiały 387 harcerek, harcerzy i zuchów oraz 11 instruktorów.
Przez pewien czas hufiec należał do Okręgu Polesko-Podlaskiego z siedzibą w Brześciu nad Bugiem. Wiosną 1921 zarówno Naczelnictwo Głównej Kwatery Żeńskiej, jak i Naczelnictwo Głównej Kwatery Męskiej zatwierdziło odpowiednio Komendę Samodzielnego Hufca Białostockiego żeńskiego i męskiego. Komendantką hufca żeńskiego została Aleksandra Ciechanowiczówna-Sandomierska. Latem w Podlasku k. Grajewa zorganizowano pierwszy na tych terenach kurs instruktorski.
W latach 20. drużyny harcerskie działały w Augustowie, Białymstoku, Bielsku Podlaskim, Drohiczynie, Janowie, Łapach, Sejnach, Sokółce, Starosielcach, Suwałkach i Wysokiem Mazowieckiem.
W 1938 harcerstwo białostockie liczyło 5643 dziewcząt (w Organizacji Harcerek) i 6445 chłopców (w Organizacji Harcerzy).
Przed wybuchem II wojny światowej powołano Pogotowie Harcerek z komendantką Walerią Waszkiewicz.

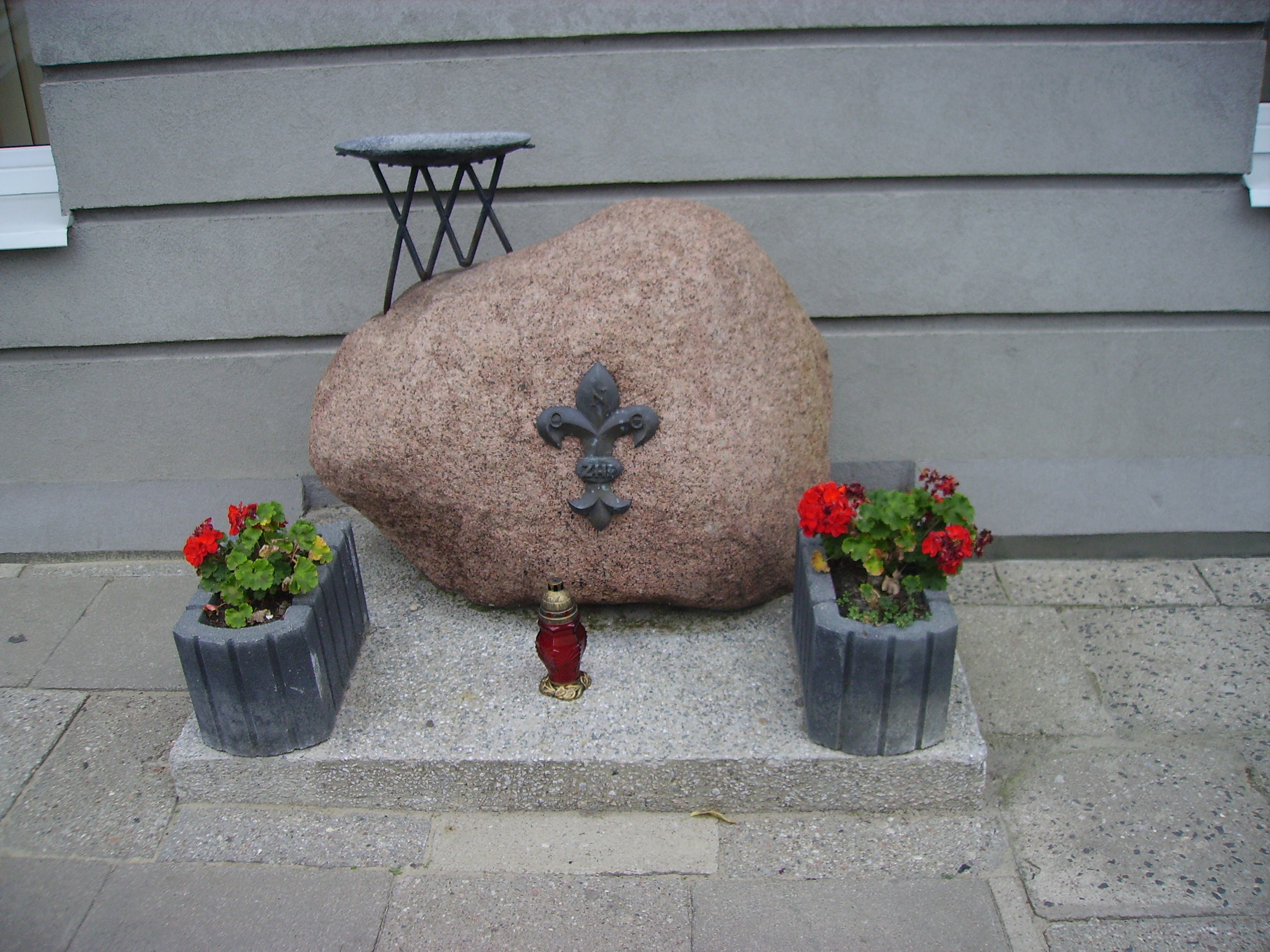
Głaz z harcerską lilijką upamiętniający śmierć instruktorów i harcerzy w czasie II wojny światowej – Białystok, ul. Ogrodowa

## Szare Szeregi – ZHP w czasie II wojny światowej
Po wybuchu wojny harcerze brali udział w walkach obronnych, akcjach zwiadowczych, pełnili służbę w punktach sanitarnych i szpitalach polowych. Od 17 września 1939 do 21 czerwca 1941, gdy Białostocczyzna znajdowała się pod administracją radziecką, harcerstwo zaprzestało swojej działalności.
Od 1942 w Białymstoku działała grupa Szarych Szeregów, której komendantem był Tadeusz Kamiński „Podlasiak”, a dowódcą plutonu Zbigniew Kamiński „Wiąz”. Chorągiew Białostocka przyjęła kryptonim „Biały” i „Żubr”.

## Działalność po II wojnie światowej
Harcerstwo zaczęło odtwarzać się wraz z wyzwoleniem Białegostoku, które nastąpiło 27 lipca 1944. Na przełomie sierpnia i września 1944 odbył się pierwszy po wojnie kurs drużynowych w tym mieście. 10 stycznia 1945 roku komendantem chorągwi mianowano hm. Stanisława Moniuszkę. Pierwsze drużyny podejmowały pracę związaną z przygotowaniem szkół do rozpoczęcia roku, odgruzowywaniem miasta, w szpitalach polowych na tyłach frontu prowadzono działalność kulturalną. 8 października 1946 utworzono oddzielną chorągiew żeńską, jej komendantką została Bronisława Tkaczukowa. 11 lutego 1949 roku chorągwie męska i żeńska zostały ponownie połączone, komendantem został mianowany Jan Jędrachowicz. W 1950 roku instytucje harcerskie przestały działać, a harcerze (ponad 3 tys.) zostali przeniesieni do Związku Młodzieży Polskiej.
Chorągiew Białostocka zaczęła ponownie działać na mocy rozkazu Głównej Kwatery Harcerstwa z 10 stycznia 1957, jej komendantem został Wacław Jakubowski, a zastępcą – Bronisława Tkaczukowa.
W chorągwi podejmowano wiele działań w celu aktywizacji środowiska wiejskiego. Powstały pierwsze bazy harcerskie np. w Suchej Rzeczce. Jedną z pierwszych i bardzo cenionych inicjatyw chorągwianych była akcja „Harcerska Służba Białostocczyźnie – contra B”. Proponowała ona podejmowanie zadań kulturowo-oświatowych, zadań z zakresu turystyki i sportu, zalesiania województwa oraz zadań na rzecz środowiska lokalnego i szkół. Ważnym polem działalności chorągwi było rozwijanie sprawności fizycznej i obronnej młodzieży. Reprezentacja chorągwi odnosiła duże sukcesy m.in. na Centralnych Manewrach Techniczno-Obronnych ZHP (I miejsce podczas IV i II miejsce podczas V CMTO). Ponadto chorągiew organizowała wiele form wypoczynku oraz rajdów, jak np. Harcerski Rajd Szlakami Miejsc Pamięci Narodowej (od 1976), letni rajd pieszy „Szlakiem gen. Walerego Wróblewskiego” (1973-1976). Chorągiew Białostocka trwale współpracowała z Ochotniczą Strażą Pożarną w celu zmniejszenia zagrożenia pożarowego, popularyzacji zasad bezpieczeństwa i zapobiegania pożarom. Została odznaczona za to złotym medalem „Za Zasługi dla Pożarnictwa”.
W 1961 Chorągiew Białostocka otrzymała sztandar, ufundowany przez społeczność Białostocczyzny.
W latach 70. i 80. bohaterem chorągwi był Walery Wróblewski, polski działacz rewolucyjno-demokratyczny, jeden z dowódców w powstaniu styczniowym, generał Komuny Paryskiej.
Chorągiew została odznaczona złotą odznaką „Zasłużony Białostocczyźnie”, złotym medalem „Za Zasługi dla Pożarnictwa”, medalem „W 200-lecie Komisji Edukacji Narodowej” i odznaką „Opiekuna Miejsc Pamięci Narodowej”.

## Komendanci Chorągwi
Komendantki Chorągwi Harcerek w latach 1924–1930
- Aleksandra Ciechanowiczówna-Sandomierska (1924-1927)
- Sabina Gründlowa (p.o., 1927-1930)

Komendanci Chorągwi Harcerzy w latach 1923–1939
- Alfred Niwiński (1923-1924)
- Marian Krawczyk (1924-1926)
- Grygiel Cels (referent GK ds. Ch.B., 1926)
- Stefan Wyrzkowski (referent, 1926-1931)
- Kazimierz Czereyski (referent, 1931)
- Eugeniusz Sikorski (1931-1932)
- Leonard Mokicz (1932-1935)
- Stefan Łopatecki (1935-1939)

Komendanci Chorągwi Białostockiej Szarych Szeregów 1939-1945
- Gabriel Pietraszewski (X 1939 – IV 1940)
- Marian Dakowicz (IV-VII 1940)
- Ryszard Kaczorowski (VII 1940)
- Jerzy Szarzyński (p.o., X 1943 – VII 1944)
- Henryk Kraszewski (VII 1944)

Komendanci Chorągwi Białostockiej od 1945
- Stanisław Moniuszko (chorągiew męska – 1945-1949)
- Bronisława Tkaczukowa (chorągiew żeńska – 1946-1949)
- Jan Jędrachowicz (1949-1950)
- Wacław Jakubowski (1957-1960)
- Bronisław Ignasiak (1960-1965)
- Tadeusz Błaszczyk (1965-1966)
- Tadeusz Dziubiński (1966-1969)
- Zbigniew Kamionowski (1969-1972)
- Stefan Kęska (1972-1979)
- Zbigniew Borawski (1979-1981)
- Jan Masłowski (1981-1986)
- Stefan Pawłowski (1986-1992)
- Teresa Hernik (1992-2000)
- Waldemar Borysewicz (2000-2001)
- Piotr Witaszczyk (2002)
- Adam Tabota (2002-2003)
- Tomasz Kuc (p.o., 2003)
- Andrzej Bajkowski (2003-2014)
- Hanna Horodeńska (2014-2018)
- Krzysztof Jakubowski (od 2018)

## Chorągiew Białostocka współcześnie
Chorągiew tworzy 9 hufców (2023). Stan organizacyjny na dzień 1 stycznia 2023 roku wynosi 5264 osób. Komendantem Chorągwi jest hm. Krzysztof Jakubowski.

### Hufce
| Hufiec                          | Adres                                   | Komendant               |
| ------------------------------- | --------------------------------------- | ----------------------- |
| Augustów                        | ul. Zarzecze 3A 16-300 Augustów         | phm. Paweł Furmanik     |
| Białystok                       | ul. Sienkiewicza 22 15-420 Białystok    | phm. Justyna Gerasimiuk |
| Bielsk Podlaski                 | ul. Widowska 1/1 17-100 Bielsk Podlaski | phm. Ewa Aciuszkiewicz  |
| „Biebrzański” w Grajewie        | ul. Ełcka 30 19-200 Grajewo             | phm. Emilia Skrodzka    |
| Kolno                           | ul. Marii Dąbrowskiej 4 18-500 Kolno    | hm. Martyna Fankulewska |
| "Nadnarwiański" w Łomży         | ul. Polowa 11a 18-400 Łomża             | hm. Marzena Bagińska    |
| Sokółka                         | ul. Grodzieńska 1 16-100 Sokółka        | hm. Łukasz Kojta        |
| Suwałki                         | ul. Zastawie 38A 16-400 Suwałki         | hm. Agnieszka Jasielon  |
| Wschodniomazowiecki w Zambrowie | ul. Cmentarna 1 Zambrów                 | pwd. Bartosz Dąbrowski  |